# Olvídame (canción de Motel)
«Olvídame» es el segundo sencillo del disco debut de la banda mexicana Motel. Salió a mediados del 2006 con gran repercusión en su país, siendo otra canción de los primeros 10 en la cadena televisiva de MTV y en algunas radios de su país y de Latinoamérica.

## Datos generales
Warner Music fue la compañía quien lanzó al mercado "Motel", su primer álbum que fue producido por Áureo Baqueiro y coproducido por Jay de la Cueva. Este incluye once temas compuestos por los integrantes de la misma banda.
También el video musical gozó de gran popularidad en el canal MTV Latinoamérica, ocupando rápidamente posiciones altas y entrando en los primeros lugares del ranking America Top 100.

## Listas musicales
| Lista (2006)            | Puesto |
| ----------------------- | ------ |
| México (Los 40)         | 16     |
| Paraguay (Radio Latina) | 14     |